# Huracán Ramírez y la monjita negra
Huracán Ramírez y la monjita negra es una película de comedia, aventura, crimen y acción mexicana de 1973, escrita y dirigida por Joselito Rodríguez, y protagonizada por Pepe Romay, Titina Romay y Teresa Velázquez.  Esta película es parte de una serie de películas centradas en el personaje del luchador enmascarado mexicano, Huracán Ramírez, que empezó con Huracán Ramírez (1952). Ésta es la única película de género cine de luchadores filmada a color en la que participa Tere, a pesar de que su hermana Lorena Velázquez, solamente había aparecido en las primeras películas protagonizadas por El Santo.

## Argumento
José (Pepe Romay), un huérfano mudo que vive en un convento entabla amistad con una novicia morena (Titina Romay), recién llegada al convento, y la ayuda a conseguir el dinero necesario para salvarlo trabajando como el luchador enmascarado Huracán Ramírez. Mientras tanto, Deborah de Iturbide, una mujer adinerada (Teresa Velázquez), quien usa a la monja como peón involuntario para perpetrar sus crímenes de estafadora, intenta seducirlo.

## Reparto
- Pepe Romay como José "Pepito"
- Titina Romay como Sor María de la Divina Concepción
- Jean Safont como Sansón Pérez "El Elegante"
- Queta Carrasco como Madre Superior Brígida
- Juan Garza como René Ancira
- Carmen Manzano como Sor Rita
- Carlos Bravo y Fernández como Doctor (como Carlos Bravo Carlhillos)
- Luis Del Río
- Carlos Nieto como Saíd Slim
- Roberto Meyer como Padre Bernabé
- Carlos Rincón Gallardo como Recepcionista de hotel (como Carlos Rincon G.)
- Ethel Medina
- Martha Rangel (como Martita Rangel)
- Guillermo García
- Xavier Alcaraz
- Teresa Velázquez como Deborah de Iturbide (como Tere Velázquez)
- Antonio Padilla "Pícoro" como Anunciador en el ring (no acreditado)

### Luchadores
- El Nazi
- El Matemático
- Doctor Zee
- Tony Salazar
- Valentino
- El Águila
- El Mosca
- Sheik Mar Allah
- Daniel García como Huracán Ramírez (no acreditado).

## Producción
La película es parte de una serie de películas de lucha libre centradas en el personaje ficticio de Huracán Ramírez, creado por el director Joselito Rodríguez y su hijo Juan Rodríguez Más, que comenzó con Huracán Ramírez (1952). Aunque el actor David Silva interpretó en películas anteriores el papel de Fernando Torres, el hombre que en la historia se pone la máscara de Huracán Ramírez, Silva no aparece en esta película, y en su lugar se presenta un nuevo personaje con esa máscara.  Silva tampoco aparecería en la siguiente y última película de Huracán Ramírez, De sangre chicana.

## Recepción
Varias reseñas de la película la han considerado como la peor película de la serie de películas de Huracán Ramírez. En David Silva: un campeón de mil rostros de Rafael Aviña, Aviña describe la serie de películas como «una saga de películas que degenerarían de manera aberrante en El Huracán Ramírez y la monjita negra». El libro ¡Quiero ver sangre!: Historia ilustrada del cine de luchadores especuló que la razón por la que David Silva no participó en esta película y De sangre chicana (y la posterior película directamente para vídeo Huracán Ramírez vs. los terroristas) fue «no por la lana [dinero], sino porque los argumentos eran de a tiro babosos». El cine de luchadores de Nelson Carro se hizo eco de un sentimiento similar al de Aviña, al afirmar que la serie iría a «terminar degenerando totalmente» en esta película. La revista Dosfilos describió la serie de películas afirmando que tras la primera aparición del personaje en su película homónima, «vendrían otras menos afortunadas, aunque divertidas, como El misterio de Huracán Ramírez y las francamente horrendas y olvidables, como Huracán Ramírez y la monjita negra». En El cine que el viento se llevó, Miguel Carrara se centró en la actuación de Titina Romay y el hecho de que utilizara blackface para interpretar el papel principal de la monja negra, describiendo sarcásticamente la película como la cual «en la que Titina Romay se acordó que fue la niña chocolateada en Angelitos negros», haciendo referencia a que Romay también apareció en esa película luciendo blackface, en la cual interpretaba a una niña de piel oscura. David E. Wilt en The Mexican Film Bulletin fue más benévolo, sin embargo, diciendo: «Huracán Ramírez y la monjita negra no es una mala película y, para ser justos, se publicitó como una comedia en lugar de una película de acción de lucha libre. La actuación es amplia pero dentro de límites aceptables, y los valores de producción son satisfactorios».